# 布蘭登·奎因
布蘭登·奎因（英語：Brandon Quinn，1977年10月7日—）是美國的一位演員。他的演藝生涯開始於1998年。他出演過CSI犯罪現場和識骨尋踪等電視劇。

## 外部連結
- 布蘭登·奎因在互联网电影资料库（IMDb）上的資料（英文）